# Isla Deer del Norte
La Isla Deer del Norte (en inglés: North Deer Island ) es una isla y santuario de vida silvestre ubicado en Hitchcock, Texas, en el oeste de la Bahía de Galveston, a mitad de camino entre la isla de Galveston y la isla Tiki, al sur de los Estados Unidos. La isla natural de 144 acres (58 hectáreas)  es una de las pocas islas naturales que quedan en el oeste de la Bahía de Galveston. Es un importante sitio de anidación de aves acuáticas en la costa Superior de Texas y los estudios han demostrado que hasta 40.000 pares de aves anidan en la isla cada año.
En 2009, un consorcio de asociados públicos y privados, incluyendo la Sociedad Audubon de Houston y el Fondo Kempner Harris & Eliza , fueron galardonados con el Premio Asociación Costera de EUA por el reconocimiento de su apoyo financiero en la creación de un rompeolas para ayudar a la erosión lenta de la isla. La asociación también ayudó a la restauración de fondos de los humedales que rodean la isla. El premio es único honor del medio ambiente en su género propuesto por el presidente de los Estados Unidos.